# 吉姓
吉姓，是一个中文姓氏。收錄在《百家姓》中。

## 起源
河南省延津縣
《唐書宰相世系表》指出：「出自姞姓，黃帝裔孫伯鯈封於南燕，賜姓曰姞，後改為吉，望出馮翊、洛陽。」吉氏
据《元和姓纂》所载，是上古周宣王有个贤臣叫尹吉甫，他的支庶后代以祖字为姓，世代相传姓吉。 
姓源蓋有兩支：一支出自於姞姓，相傳黃帝有子名伯鯈，受封於南燕，賜姓姞，後來改作吉，子孫以吉為氏。一支出於兮氏，周宣王時有大臣尹吉甫，姓兮名甲，字伯吉甫，曾隨宣王從征玁狁，吉父，即伯吉父，西周宣王重臣，宣王征伐玁狁，吉父從征，立有戰功，後來子孫有以祖字為氏者稱吉姓。

## 分布
1.江苏省南通市海安县
2.江苏省扬州市宝应 江都
3.江苏省镇江市丹阳
4.江苏省苏州市
5.湖北省钟祥市
6.江苏省南京市六合区
7.云南省镇雄县
8.江苏省盐城市盐都区龙冈镇
9.湖南省龙山县茨岩塘镇
10.台灣台中
11.廣東五華
12.山东省临沂市莒南县团林镇安前村
13.辽宁省葫芦岛市
14.河南省濮阳市濮阳县

## 郡望
漢時郡名，為左馮翊轄地，即陝西大荔縣地。

## 延伸阅读
[在维基数据编辑]
 《百家姓》
 《欽定古今圖書集成·明倫彙編·氏族典·吉姓部》，出自陈梦雷《古今圖書集成》